# Condado de Arkansas
O Condado de Arkansas, ou, na sua forma portuguesa, de Arcansas, é um dos 75 condados do estado americano do Arkansas. Possui duas sedes de condado, Stuttgart e De Witt. Sua população é de 20 749 habitantes.